# Eletro Shopping
A Eletro Shopping foi uma empresa da holding Máquina de Vendas S/A. Fundada em 1994, no bairro da Casa Amarela, no Recife, a rede brasileira de lojas de eletrodomésticos e móveis foi incorporada ao grupo Máquina de Vendas em junho de 2008, possibilitando que a Máquina de Vendas se tornasse a rede de maior cobertura territorial do País. O fundador da Eletro Shopping é o "jovem" empresário Richard Saunders, que decidiu ter um negócio próprio depois de trabahar por anos na loja de material de construção do pai, Edward Saunders. Hoje, a rede possui mais de 3.200 funcionários e 142 lojas atuando em seis estados da Região Nordeste: Pernambuco, Ceará, Paraíba, Alagoas, Sergipe e Rio Grande do Norte.
A primeira loja fora de Pernambuco, foi a unidade da Paraíba, em 2000. Sete anos depois, comprou 31 pontos de vendas da rede Grande Lar e, em 2010, outras 26 unidades da Hermol e 16 da varejista cearense Top Móveis, aquisições que permitiram uma expansão acelerada da rede. A associação com a Máquina de Vendas veio em julho de 2011. É da Eletro Shopping o maior Centro de Distribuição da holding em Pernambuco, um galpão de 23 mil metros quadrados e 136 mil metros de área total. Localizado em Paulista, na região Metropolitana do Recife, o CD funciona 24 horas.
Em 2009, lançou um site de comércio eletrônico que conta com uma operação em São Paulo atendendo e entregando para todo o Brasil.
Em 11 de abril de 2016, seu nome deixou de ser utilizado em prol da marca Ricardo Eletro.